# Тетраиодид дифосфора
Тетраиоди́д дифо́сфора — бинарное неорганическое соединение фосфора и иода с формулой P2I4, оранжевое кристаллическое вещество. Используется как восстановитель в органической химии. Это редкий пример соединения с фосфором в степени окисления +2.

## Получение
Тетраиодид дифосфора легко образуется диспропорционированием трииодида фосфора в сухом эфире :
2 PI3 → P2I4 + I2
Его также можно получить обработкой трихлорида фосфора и иодида калия в безводных условиях.
Соединение имеет центросимметричную структуру с связью PP 2,230 Å.

## Химичические свойства

### Неорганическая химия
Тетраиодид дифосфора реагирует с бромом с образованием веществ вида PI3−xBrx. С серой окисляется до P2S 2I4, сохраняя связь PP. Он реагирует с элементарным фосфором и водой с образованием иодида фосфора, который собирают сублимацией при 80 °C.

### Органическая химия
Тетраиодид дифосфора используется в органическом синтезе в основном как восстановитель.